# European Semiconductor Manufacturing Company
Die European Semiconductor Manufacturing Company (ESMC) GmbH ist ein Gemeinschaftsunternehmen von TSMC, Bosch, Infineon und NXP Semiconductors zum Bau sowie letztendlichen Betrieb einer Halbleiterfabrik (Fab) in Dresden.

## Vorhaben

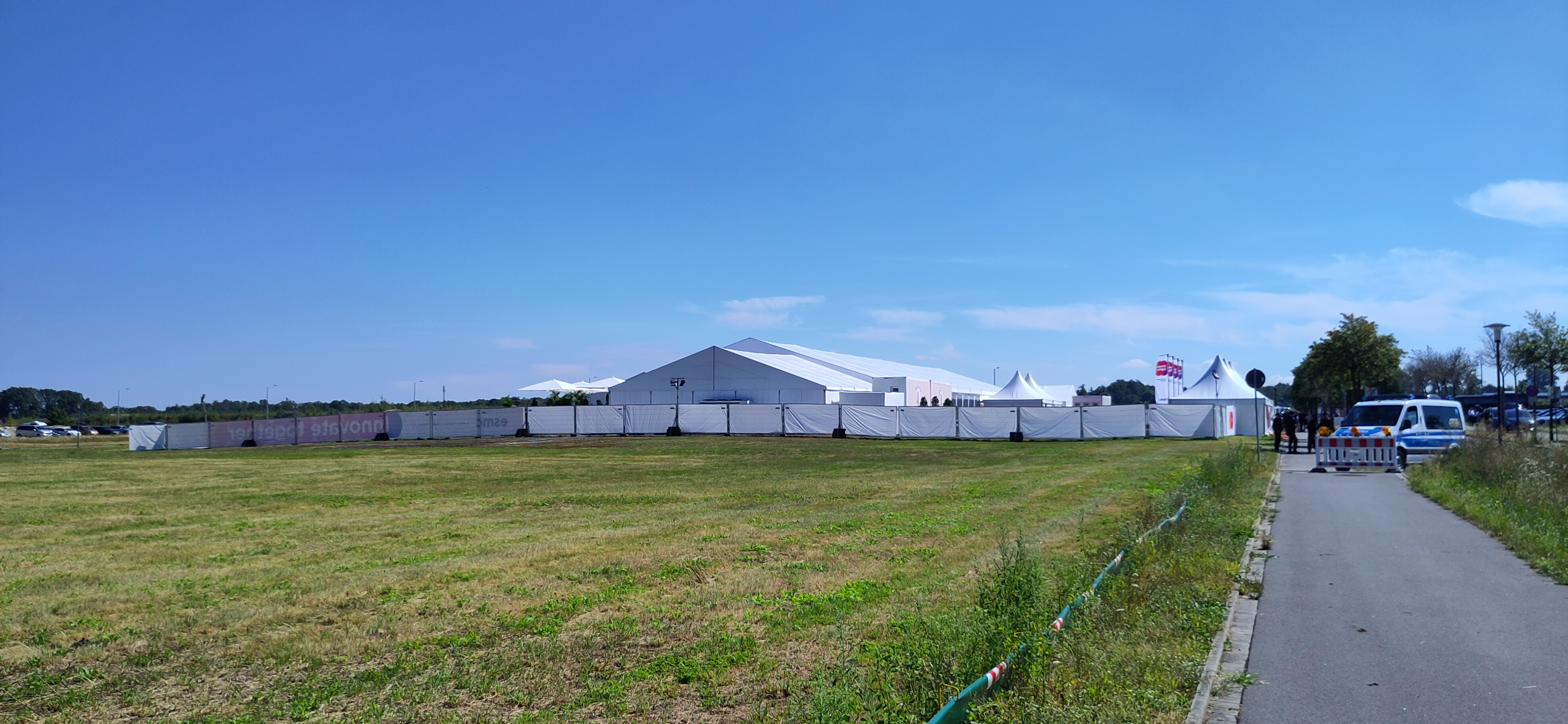
Festzelt für den offiziellen Spatenstich von ESMC in Dresden am 20. August 2024

Im August 2023 kündigte TSMC den Bau einer Halbleiterfabrik in Dresden im Rahmen eines Joint Ventures an. Daran sollen Bosch, Infineon und NXP Semiconductors mit je 10 % beteiligt sein. Die Investitionssumme liegt bei etwa 10 Mrd. Euro. Das Vorhaben soll mit ca. 5 Mrd. Euro aus dem Klima- und Transformationsfonds des Bundes gefördert werden. Geplant ist, ab Ende 2027 mit 2000 Mitarbeitern auf monatlich 40.000 Wafern mit 300 mm Durchmesser Chips mit Strukturbreiten von 22–28 und 12–16 nm herzustellen.
Analog zum Mutterkonzern soll das Joint Venture ESMC – European Semiconductor Manufacturing Company heißen. Das ESMC-Werk wird westlich des Dresdner Flughafens im Airport Park gebaut, neben dem im Juni 2021 eröffneten Halbleiterwerk der Robert Bosch GmbH.
Aufgrund des Urteils des Bundesverfassungsgerichts vom 15. November 2023 zum Klima- und Transformationsfondsgesetz reduzierte sich der Umfang des Klima- und Transformationsfonds um 60 Mrd. Euro. Es wurde davon ausgegangen, dass davon auch die Förderung von ESMC betroffen sein würde. Alternative Finanzierungen sollten geprüft werden.  Im Dezember 2024 hat die Bundesregierung die Unterstützung des Projekts mit 5 Mrd. € offiziell bestätigt.
Am 20. August 2024 erfolgte in Dresden der offizielle Spatenstich durch Che Chia Wei (Vorstandsvorsitzender bei TSMC), Ursula von der Leyen (EU-Kommissionspräsidentin), Olaf Scholz (Bundeskanzler), Michael Kretschmer (Sachsens Ministerpräsident), Dirk Hilbert (Oberbürgermeister von Dresden), Stefan Asenkerschbaumer (Aufsichtsratsvorsitzender bei Bosch), Jochen Hanebeck (Vorstandsvorsitzender bei Infineon) und Maarten Dirkzwager (stellvertretender Präsident und Chefstratege bei NXP). Der Produktionsstart ist für Herbst 2027 vorgesehen.